# Автошлях Т 1302
Автошля́х Т 1302 — автомобільний шлях територіального значення в Луганській та Донецькій областях. Проходить територією Старобільського, Сіверськодонецького районів Луганської області та Бахмутського району Донецької області через Танюшівку (пункт контролю) — Айдар — Старобільськ — Рубіжне — Новодружеськ — Лисичанськ — Соледар — Бахмут. Загальна довжина — 162,1 км.
Під час великої російської навали в 2022 році ділянка Лисичанськ — Бахмут стала відігравати стратегічно важливу роль як єдине сполучення вільних міст Луганщини з рештою країни.

## Історія

### Російсько-українська війна
Станом на початок травня 2022 року відрізок дороги Лисичанськ-Бахмут став відігравати стратегічно важливу роль, адже це єдиний шлях, що сполучав вільні населені пункти Луганської області з рештою країни.
В тому числі заради захоплення цього відрізку траси під контроль було здійснено невдале форсування Сіверського Донця в районі Білогорівки, наступ з боку Рубіжного.
У другій половині травня ситуація погіршилась, адже ворог зосередив всі сили для того, щоб або взяти Сєвєродонецьк, або перерізати трасу. Спроби поширились з району Попасної або Білогорівки ближче до Бахмута.
Вдень 24 травня 2022 року росіянам вдалось розвинути наступ з району Попасної, автошлях опинився під ворожими обстрілами, тут стали працювати російські диверсійно-розвідувальні групи.
Наступного дня російським загарбникам вдалось вийти на трасу Бахмут — Лисичанськ у районі сіл Нагірне та Білогорівка. Противник прагне закріпитись та розширити зону прориву. Якщо противник зможе закріпитись, це буде означати оперативне оточення наших військ у районах Сєвєродонецька та Лисичанська. Оточення буде неповним — але залишиться тільки один другорядний шлях Т 0513 (але з об'їздом через Верхньокам'янку — Сіверськ).
За словами голови Луганської ОВА Сергія Гайдая, станом на день 25 травня шлях до Лисичанська перекрити російським загарбникам не вдалось. До міста підвозили гуманітарні вантажі, пересування дорогою було можливе.
Однак росіянам все ж таки вдалось встановити на трасі блок-пост який було протягом доби розбито, а ворога відкинуто. Трасу росіяни станом на 26 травня не контролювали.

## Маршрут
Автошлях проходить через такі населені пункти:
| Автошлях Т 1302            |                    |
| Луганська область          |                    |
| Старобільський район       |                    |
| Танюшівка (пункт контролю) |                    |
| Соснівка                   |                    |
| Білолуцьк                  | Т 1321             |
| Можняківка                 |                    |
| Заайдарівка                |                    |
| Айдар                      | Т 1307             |
| Писарівка                  |                    |
| Риб'янцеве                 |                    |
| Піски                      |                    |
| Булавинівка                |                    |
| Проїждже                   |                    |
| Лиман                      |                    |
| Старобільськ               | Н26Н21Т 1308Т 1313 |
| Верхня Покровка            |                    |
| Нижньопокровка             |                    |
| Сіверськодонецький район   |                    |
| Гузіївка                   |                    |
| Михайлівка                 |                    |
| Варварівка                 |                    |
| Рубіжне                    |                    |
| Новодружеськ               |                    |
| Лисичанськ                 |                    |
| Лисичанський               |                    |
| Золотарівка                |                    |
| Верхньокам'янка            |                    |
| Донецька область           |                    |
| Луганська область          |                    |
| Донецька область           |                    |
| Бахмутський район          |                    |
| Берестове                  |                    |
| Білогорівка                |                    |
| Яковлівка                  |                    |
| Соледар                    |                    |
| Бахмутське                 |                    |
| Бахмут                     | E50М03             |